# Microconodon tenuirostris
Microconodon tenuirostris è un terapside estinto, appartenente ai cinodonti. Visse nel Triassico superiore (Carnico - Norico, circa 223 - 215 milioni di anni fa) e i suoi resti fossili sono stati ritrovati in Nordamerica.

## Descrizione
Tutto ciò che si conosce di questo animale sono alcune mandibole incomplete, ed è quindi impossibile ricostruirne fedelmente l'aspetto. Era probabilmente un minuscolo animale grande quanto un topo domestico. La mandibola era molto allungata e sottile, con un processo coronoide probabilmente basso e la regione angolare priva di un processo distinto. Erano presenti tre incisivi e un canino, tutti inclinati in avanti, ed erano probabilmente presenti tre o quattro postcanini anteriori (almeno due dei quali dotati di una singola cuspide) e cinque - sette postcanini posteriori con tre o quattro cuspidi. Tutti i postcanini erano privi di cingula; alcuni denti postcanini erano compressi lateralmente, e la loro sezione aveva una caratteristica forma a 8.

## Classificazione
I primi fossili di questo animale vennero ritrovati nella zona di New Egypt nella contea di Chatham in Carolina del Nord (USA), e vennero descritti da Emmons nel 1857; lo studioso li attribuì erroneamente a Dromatherium, un altro terapside coevo e rinvenuto nello stesso giacimento. Successivamente, Henry Fairfield Osborn constatò che questi fossili erano sufficientemente distinti dall'olotipo di Dromatherium per essere inclusi in un nuovo genere e in una nuova specie. Altre mandibole attribuite a Microconodon sono state ritrovate in Virginia, nella contea di Chesterfield, in terreni un poco più antichi (Carnico superiore).
Microconodon e Dromatherium sono stati a lungo ritenuti veri e propri mammiferi, i più antichi vissuti in Nordamerica. Uno studio di George Gaylord Simpson, tuttavia, indicò la probabile non appartenenza di questi due fossili ai mammiferi (Simpson, 1926), e successivamente altri studiosi li hanno attribuiti al gruppo dei cinodonti senza però specificarne l'attribuzione. Secondo analisi più recenti, Microconodon potrebbe essere uno stretto parente di Dromatherium e quindi classificato con esso nella famiglia Dromatheriidae, oppure un altro tipo di cinodonte vicino all'origine dei mammiferi veri e propri (Sues, 2001).